# Antanas Zapolskis
Antanas Zapolskis (* 20. April 1962 in Vilnius) ist ein litauischer Schachspieler, Schachschiedsrichter und Sportfunktionär.

## Leben
Von 1969 bis 1977 lernte Zapolskis an der Salomėja-Nėris-Mittelschule Vilnius und von 1978 bis 1980 an der 27. Mittelschule Vilnius.
Ab 1980 arbeitete er als Schachtrainer an der Sportschule für Schach in Vilnius. 1982 arbeitete er im Werk Vilniaus skaičiavimo mašinų gamykla und 1984 im Schachclub Vilnius als Instrukteur. 1989 gründete er eine Sportkooperative und 1998 ein eigenes Einzelunternehmen.
1992 wurde er zum Internationalen Meister ernannt. Ab 2000 war er Vizepräsident des Schachverbands Litauens. Zapolskis nahm mit der litauischen Nationalmannschaft an den Mannschaftseuropameisterschaften 1999 und 2003 teil, beim European Club Cup vertrat er 1996 die Schachschule Vilnius und 2008 den ŠK Panevėžys.
Er lebt in Dūkštos, Rajongemeinde Vilnius.